# Musée Dar Khadija
Le musée Dar Khadija est un musée privé situé à Hammamet en Tunisie.

## Bâtiment
Le musée se trouve dans une maison traditionnelle au sein de la médina de Hammamet. Il est inauguré en 2008.

## Collections
Le musée expose 25 scènes représentant l'histoire et la culture locale à travers l'artisanat, notamment la broderie, le tissage, la pêche ou la distillerie des fleurs d'oranger et de jasmin.